# Червь мозжечка
Червь мозжечка (лат. vermis cerebelli, часто сокращённо называемый просто vermis) — это червеобразная структура, состоящая из пучков нервных волокон (белого вещества), представляющих собой аксоны отдельных нейронов, и соединяющая между собой оба полушария мозжечка. Червь мозжечка относится к одной из самых эволюционно древних систем межполушарных соединений.

## Клиническое значение
При врождённом нарушении эмбрионального развития ромбовидного мозга, называемом ромбэнцефалосинапсис, червь мозжечка не образуется. Это приводит к образованию слитного, не имеющего полушарий, мозжечка. Такие пациенты обычно страдают мозжечковой атаксией.

## Дополнительные изображения

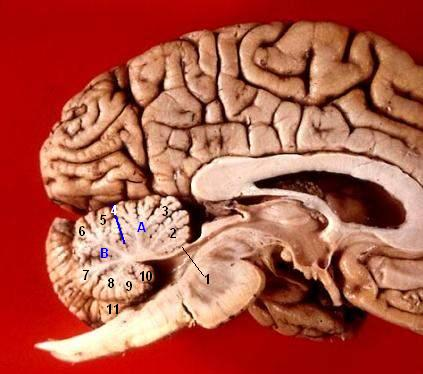
Человеческий мозг в средне-сагиттальном разрезе.
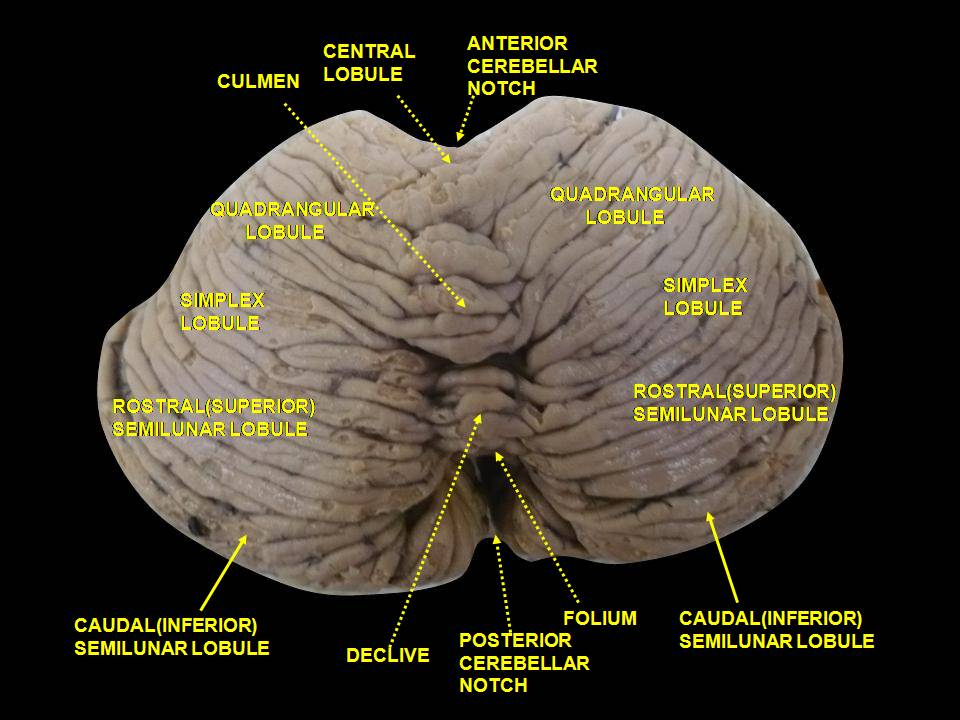
Мозжечок. Наружная поверхность.
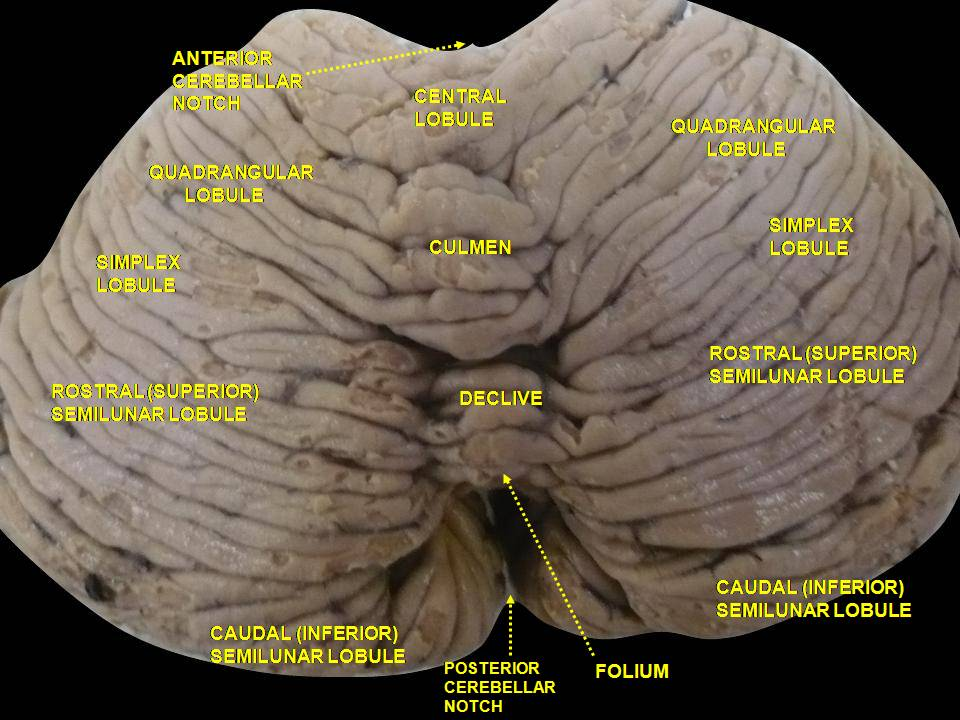
Мозжечок. Наружная поверхность.
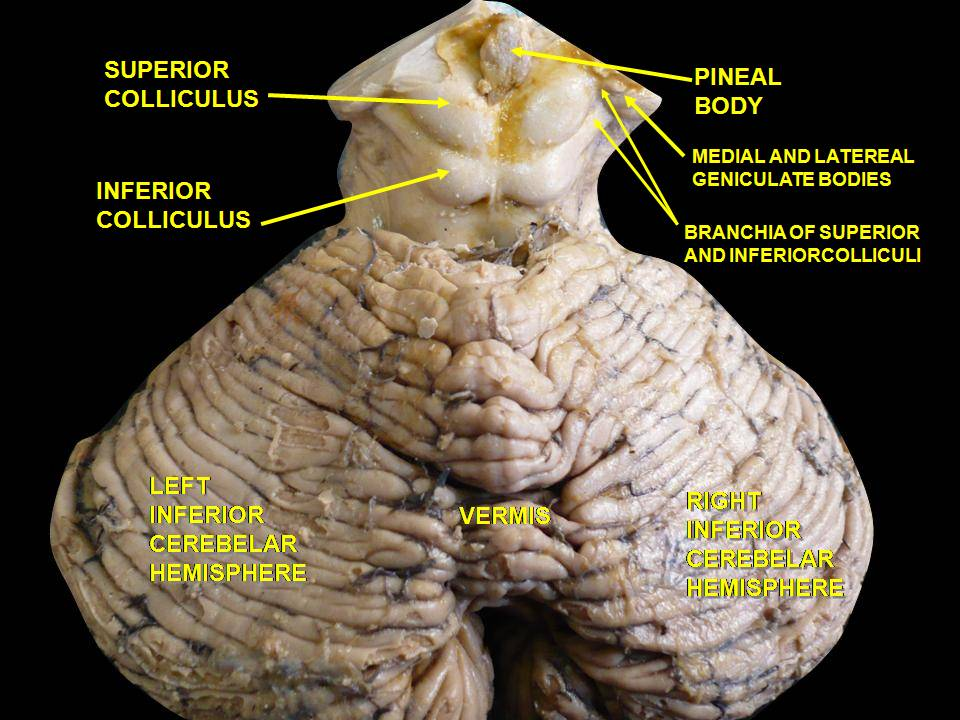
Основание мозга. Вид сзади.